# اچ‌ام‌اس لایولی (جی۴۰)
اچ‌ام‌اس لایولی (جی۴۰) (به انگلیسی: HMS Lively (G40)) یک کشتی بود که طول آن ۳۶۲٫۵ فوت (۱۱۰٫۵ متر) بود. این کشتی در سال ۱۹۴۱ ساخته شد.